# الحياة الأبدية (فلم)
الحياة الأبدية (فيلم) (بالألمانية: Das ewige Leben) هوفيلم نسماوي ألماني وكوميديا سوداء فيلم الجريمة إخراج فولفغانغ مورنبرجر.

## الممثلين
- جوزيف هادر - برينر
- توبياس موريتي - أشينبرينر
- نورا فون فالدشتاتن - د. إيرسيجلر
- رولاند دورينغر - كوك
- كريستوفر شيرف - هاينز
- مارجريت تيسيل - ماريتشي
- جوهانس سيلبرشنار - ناخبار
- هاري برينز - بيشلر
- ساشا بربل - بينتو

## روابط خارجية
- الحياة الأبدية  في قاعدة بيانات الأفلام على الإنترنت (بالإنجليزية)